# نوبو يونيدا
نوبو يونيدا (باليابانية: 米田信夫؛ بالكانا: よねだ のぶお) هو رياضياتي وعالم حاسوب وأستاذ جامعي ياباني، ولد في 28 مارس 1930، وتوفي في 22 أبريل 1996.